# USS New Jersey (BB-16)
Pour les autres navires du même nom, voir USS New Jersey.
L'USS New Jersey (BB-16) est un cuirassé de classe Virginia de la marine américaine.
Baptisé par Mme B. William Kenney, fille du gouverneur Franklin Murphy du New Jersey, et armé le 12 mai 1906, il a été commandé par le capitaine William W. Kimball.

## Histoire
Navire américain appartenant à la classe Virginia, le New Jersey fut lancé le 10 novembre 1904 à Quincy, Massachusetts. Après la Première Guerre mondiale, il fit quatre voyages transatlantiques pour ramener au pays les troupes américaines mobilisées en Europe. Il fut coulé au cours de tests, en septembre 1923.